# 山本一力
山本 一力（やまもと いちりき、本名：山本 健一〈やまもと けんいち〉、1948年2月18日 - ）は、日本の小説家。高知県高知市生まれ。東京都立世田谷工業高等学校電子科卒業。日本ペンクラブ会員。

## 略歴
高知市に生まれる。高知市立江陽小学校卒業。生家は高知市の大地主であったが没落、14歳の時に上京。
通信機輸出会社、大手旅行会社（近畿日本ツーリスト)、コピーライターなど十数回の転職を経て、1997年に『蒼龍』で第77回オール讀物新人賞を受賞してデビュー。2002年には『あかね空』で第126回直木三十五賞を受賞。
平成二年に現在の妻と出会い、小説を書く時のモデルになってほしいと説得し半年後に3度目の結婚。
妻の実家の相続トラブルで親族に17億円の支払い命令されるも土地を売却することで相殺。その後、バブル時代に支払いの足しのために設立した会社は事業失敗で2億円の借金を抱える。その借金返済及び結婚をきっかけに49歳で小説を発表した。
自転車愛好家で、外出時は一家で自転車を用いる。直木賞受賞の会見場へも、一家揃い自転車で向かったことが話題を呼んだ。テレビのコメンテーターの活動も行っている。
ペンネームの「一力」（いちりき）は作家を始めたときにあと一歩で賞がなかなか取れず、妻から名前が悪いのではないかと言われ、姓名判断ソフトの中から候補を選び、名前は1画2画のバランスが山本姓に合っていたためこの名前になったという。

## 受賞歴
- 1997年 - 『蒼龍』で第77回オール讀物新人賞
- 2002年 - 『あかね空』で第126回直木三十五賞
- 2012年 - 第1回歴史時代作家クラブ賞（実績功労賞）

## 著書

### 小説

#### シリーズ作品
- 損料屋喜八郎始末控え
  - 損料屋喜八郎始末控え（2000年、文藝春秋）のち文庫
  - 赤絵の桜 損料屋喜八郎始末控え（2005年、文藝春秋）のち文庫
  - 粗茶を一服 損料屋喜八郎始末控え（2008年10月、文藝春秋）
  - 牛天神 損料屋喜八郎始末控え（2018年1月、文藝春秋）のち文庫
- 深川黄表紙掛取り帖
  - 深川黄表紙掛取り帖（2002年、講談社）のち文庫
  - 牡丹酒 深川黄表紙掛取り帖2（2006年、講談社） のち文庫
- 深川駕籠
  - 深川駕篭（2002年、祥伝社）のち文庫
  - お神酒徳利 深川駕篭（2005年、祥伝社）のち文庫
  - 花明かり 深川駕籠（2011年、祥伝社）
- ジョン・マン
  - ジョン・マン〈波濤編〉（2010年12月、講談社）のち文庫
  - ジョン・マン2〈大洋編〉（2011年12月、講談社）のち文庫
  - ジョン・マン3〈望郷編〉（2012年12月、講談社）のち文庫
  - ジョン・マン4〈青雲編〉（2013年12月、講談社）のち文庫
  - ジョン・マン5〈立志編〉（2015年6月、講談社）
  - ジョン・マン6〈順風編〉（2017年6月、講談社）
  - ジョン・マン7〈邂逅編〉（2019年7月、講談社）
- 龍馬奔る
  - 龍馬奔る 少年篇（2011年7月、角川春樹事務所）のち文庫
  - 龍馬奔る 土佐の勇（2015年8月、角川春樹事務所）
- 献残屋佐吉御用帖
  - まいない節（2014年3月、PHP研究所）のち文庫

#### シリーズ外作品
- あかね空（2001年、文藝春秋）のち文庫
- 大川わたり（2001年、祥伝社）のち文庫[5]
- はぐれ牡丹（2002年、角川春樹事務所）のち文庫
- 蒼龍（2002年、文藝春秋）のち文庫
- いっぽん桜（2003年、新潮社）のち文庫
- 草笛の音次郎（2003年、文藝春秋）のち文庫
- ワシントンハイツの旋風（2003年、講談社）のち文庫
- 欅しぐれ（2004年、朝日新聞社）のち文庫
- 梅咲きぬ（2004年、潮出版社）のち文春文庫
- だいこん（2005年、光文社）のち文庫
- 銭売り賽蔵（2005年、集英社）のち文庫
- 辰巳八景（2005年、新潮社）のち文庫
- 峠越え（2005年、PHP研究所）のち文庫
- かんじき飛脚（2005年、新潮社）のち文庫
- 道三堀のさくら（2005年、角川書店）のち文庫
- 背負い富士（2006年、文藝春秋）のち文庫
- まとい大名（2006年12月、毎日新聞社）のち文春文庫 ※装画は岡田親
- 銀しゃり（2007年6月、小学館）のち文庫
- 研ぎ師太吉（2007年12月、新潮社）のち文庫
- たすけ鍼（2008年1月、朝日新聞社）のち文庫
- 菜種晴れ（2008年3月、中央公論新社）のち文庫
- いすゞ鳴る（2008年5月、文藝春秋）のち文庫
- 早刷り岩次郎（2008年7月、朝日新聞出版）のち文庫
- ほうき星（2008年12月、角川書店）のち文庫
- いかだ満月（2008年、角川春樹事務所）のち文庫
- くじら組（2009年3月、文藝春秋）のち文庫
- 晋平の矢立（2009年4月、徳間書店）のち文庫
- 八つ花ごよみ（2009年7月、新潮社）のち文庫
- いかずち切り（2009年10月、文藝春秋）のち文庫
- まねき通り十二景（2009年12月、中央公論新社）のち文庫
- 夢曳き船（2010年1月、徳間書店）のち文庫
- おたふく（2010年3月、日本経済新聞社）のち文春文庫
- ほかげ橋夕景（2010年10月、文藝春秋）のち文庫
- たまゆらに（2011年4月、潮出版社）のち文春文庫
- とっぴんしゃん（2011年11月、講談社）
- 朝の霧（2012年2月、文藝春秋）のち文庫
- 五二屋傳蔵（2013年3月、朝日新聞出版）のち文庫
- 千両かんばん（2013年7月、新潮社）のち文庫
- 紅けむり（2014年4月、双葉社）のち文庫
- 戌亥の追風（おいて）（2014年6月、集英社）
- つばき（2014年7月、光文社）
- べんけい飛脚（2014年10月、新潮社）
- 桑港（そうこう）特急（2015年1月、文藝春秋）
- 晩秋の陰画（ネガフィルム）（2016年6月、祥伝社）
- ずんずん!（2016年7月、中央公論新社）
- カズサビーチ（2016年12月、新潮社）
- サンライズ・サンセット（2017年1月、双葉社）

### アンソロジー
- 冬ごもり（2013年12月、角川文庫）
- 七つの忠臣蔵（2016年12月、新潮文庫）
- 決戦！忠臣蔵（2017年3月、講談社）

### エッセイ
- 家族力（2002年、文藝春秋）のち文庫
- おらんくの池（2005年、文藝春秋）のち文庫
- 東京江戸歩き（2007年4月、潮出版社）のち文春文庫
- 江戸は心意気（2007年6月、朝日新聞社）のち文庫
- にこにこ貧乏（2007年7月、文藝春秋）のち文庫
- くじら日和（2008年2月、文藝春秋）のち文庫
- 人情屋横丁（2008年12月、角川春樹事務所）
- 人生を変えた時代小説傑作選（2010年2月、文春文庫）
- 江戸東京 味の散歩道 歩き味わう歴史ガイド（2011年12月、山川出版社）
- 男の背骨（2012年5月、角川春樹事務所）のち文庫
- 味憶めぐり 伝えたい本寸法の味（2010年2月、文藝春秋）のち文庫
- 明日は味方。ぼくの愉快な自転車操業人生論（2013年6月、集英社）
- 大人の説教（のち文庫）
- アンソロジーエッセイ「おいしい文藝」
  - つやつや、ごはん（2014年9月、河出書房新社）
  - ひんやりと、甘味（2015年7月、河出書房新社）
  - ずっしり、あんこ（2015年10月、河出書房新社）

### その他
- 人間力を養う生き方（2007年4月、致知出版社）鍵山秀三郎共著
- 山本一力が語る池波正太郎（2010年3月、角川文庫）
- おれっちの「鬼平さん」池波正太郎「鬼平犯科帳」傑作選（2010年5月、文藝春秋）
- ぼくらが惚れた時代小説（2011年10月、朝日新聞出版）のち文庫、縄田一男・児玉清共著
- 芝浜 落語小説集（2016年9月、小学館） - 落語のノベライズ

## メディア出演

### テレビ
- ウォッチ! （TBSテレビ）
- 不屈の者たちへ （NHK）その他
- 真相報道 バンキシャ! （日本テレビ放送網）
- にほん風景物語 （BS朝日、2013年10月 - 2015年3月）- 旅人
- chouchou (テレビ朝日、2018年2月18日) - スタジオゲスト
- 関口宏の人生の詩II （BS-TBS、＃20 2019年3月9日）